# Hyrová
Hyrová (1071 m) – szczyt w paśmie Gór Czerchowskich we wschodniej Słowacji. Znajduje się w południowo-wschodnim grzbiecie Minčola. Ma dwa wierzchołki: 1078 i 1071 m i jest całkowicie porośnięty lasem. W północno-wschodnie stoki wcinają się dolinki źródłowych cieków rzeki Topľa, w południowo-zachodnie potoków Lúčanka i Kalinovský potok.
Grzbietem, przez obydwa wierzchołki Hyrovej prowadzi szlak turystyczny

## Szlak turystyczny
niebieski: wieś Pusté Pole – wieś Kyjov – Lysá hora – Minčol – Lazy – Hyrová – przełęcz Ždiare – Forgáčka – Dvoriská – Hrašovík – przełęcz Priehyby – Solisko – przełęcz Lysina – Veľká Javorina – Čergov – przełęcz Čergov – wieś Osikov – wieś Vaniškovce